# 翁文灏公馆旧址
翁文灏公馆旧址位于中国江苏省南京市鼓楼区五台山百步坡1号（原百步坡5号），为钢混结构的二层西式楼房（设有地下室），平面呈曲尺形，面朝东南，外观呈青色，屋顶覆青灰色瓦。该建筑由杨廷宝设计、路福顺营造厂建造于1948年。2006年被公布为南京市文物保护单位。
翁文灏（1889-1971），著名学者，地質學專家，曾任中華民國行政院院長、總統府秘書長。在此居住的时间约一年零两个月（其之前的公馆位于碑亭巷，已不存）。建筑在1949年后曾一度作为部队用房，现为五台山体育场办公地点，公馆内的其他附属用房现均已不存。